# Capanna Elena
La Capanna Elena è un rifugio che sorge a Plaza Còlera, un piccolo falsopiano a 6.000 m ai piedi dell'Aconcagua (6.962 m) nelle Ande argentine ed è il rifugio più alto del mondo.
È dedicato all'alpinista italiana Elena Senin che morì nel gennaio 2009 mentre tentava di scalare l'Aconcagua ed è stato donato dalla famiglia Senin tramite il console italiano a Mendoza.

## Storia
Poco dopo la morte di Elena Senin la famiglia ha cominciato a raccogliere i fondi per costruire il rifugio, i fondi vennero raccolti per un anno, fino a gennaio 2010, quando venne raggiunta la cifra di 22.400 dollari.
Quindi cominciò la progettazione del rifugio che venne disegnato dagli scienziati del Centro Científico Tecnológico Mendoza, dal Consejo Nacional de Investigaciones Científicas y Técnicas (CONICET) di Buenos Aires e dall'Università di Mendoza.
I 900 kg di materiale e la costruzione sono stati trasportati in quota da fine febbraio a dicembre 2010, il 1º gennaio 2011 è stato aperto, successivamente, il 7 gennaio 2011 è stato ufficialmente inaugurato, presso il Consolato italiano di Mendoza dal console Pietro Tombaccini.

## Caratteristiche tecniche
Il rifugio è lungo 3 metri, largo 2 metri e alto 2 metri ed è stato costruito con pannelli di acciaio per celle frigorifere con nucleo in poliuretano rigido (la temperatura può scendere fino a -25 °C), il pavimento è in placce in legno di 25 mm di spessore e ha sovrapposto polietilene isolante di 15 mm nel lato inferiore, tutti i pannelli del rifugio sono uniti da bulloni rinforzati da piattine metalliche mentre l'ancoraggio è composto da bastoni di 7"-8" lunghi 50 cm vincolati al pavimento a cui sono aggiunti dei tiranti.

## Accessi
È accessibile dalla Ruta Normal che parte dal campo base di Plaza de Mulas (4370 m) e per quella del Ghiacciaio de los Polacos che parte dal Campo base Plaza Argentina (4.900 m), mentre il centro abitato più vicino è Punte del Inca nel Dipartimento di Las Heras nella Provincia di Mendoza da cui dista 21 km a sud.